# Gundaraj

Gundaraj est un film indien de Bollywood réalisé en 1995 par Guddu Dhanoa avec Ajay Devgan, Amrish Puri et Kajol dans les rôles principaux. La thématique criminelle du film tourne autour de la question du viol et de l'innocence.

## Fiche technique
- Réalisation : Guddu Dhanoa
- Production : Lalit Kapoor, Raju Narula, K.K. Nayyar
- Scénario : Anees Bazmee (dialogue) et Robin Henry (screenplay)
- Musique : Anu Malik, Surendra Sodi
- Photographie : Sripad Natu
- Montage : V.N. Mayekar
- Sortie : 7 septembre 1995
- Durée : 144 minutes
- Pays : Inde
- Langage  : Hindi

## Distribution
- Ajay Devgan : Ajay Chauvan
- Amrish Puri : Inspecteur de police
- Kajol : Ritu
- Asrani : Gopal
- Mohan Joshi : Raj Bahadur
- Mohnish Bahl :
- Sharat Saxena : Dhika
- Anjali Jathar : Pooja
- Usha Nadkarni : Parvati Chauhan
- Achyut Potdar : Chauhan
- Suresh Chatwal : Interviewer
- Sulabha Arya : Principale Pratika Jetley
- Shashi Sharma :

## Musique
Ce sont essentiellement Alka Yagnik et Kumar Sanu qui prettent leurs voix ici.